# Hirschholm Slot
Hirschholm Slot var et slot i barokstil i det nuværende Hørsholm.
Slottet blev opført i 1730–44 af hofbygmester Lauritz de Thurah som sommerresidens for Christian 6. og dronning Sophie Magdalene. Slottet, der var omgivet af et franskinspireret haveanlæg, blev kaldt “Nordens Versailles” og var regnet for et af de smukkeste slotte i Europa.
Jagtslottet tilhørte 1700–21 Frederik 4.s dronning Louise, der moderniserede det og lod opføre en del af de gule avlsbygninger, der eksisterer i dag.

## Forgængere
Hirschholm Slot blev bygget på en grund, der havde været brugt siden middelalderen. "Hyringsholm" ("Hyrnixholm", "Hørringsholm" m. m.) tilhørte i 1305 kong Erik Menveds drost Jon Litle, der døde her den 4. august 1307. Efter ham arvede hans datter, fru Cecilie, og Hr. Toke Jurissøns gården. Af senere ejere kendes Hr. Niels Eriksen (Saltensee) 1343, hans datter Cecilie, gift med Hr. Niels Knudsen (Manderup), og søn Erik Nielsen, død 1377, en anden datter, Eline Nielsdatter, gift med Hr. Bent Biug af slægten Grubbe, der i 1391 solgte Hørringsholm til dronning Margrethe I. Gården forblev nu i Kronens eje og var vistnok i reglen underlagt København eller Krogen Slot; dog nævnes 1506–9 en væbner Ove Pedersen af Hyrningsholm og 1511 en fru Drude af Hyrningsholm.
Frederik I forlenede biskop Lage Urne med Hørsholm; 1567–71 var den et selvstændigt len under kongens jægermester Borkard Pappenheim, men forenedes så med Frederiksborg len.
I 1641 blev Corfitz Ulfeldt udnævnt til lensmand. Efter hans flugt fra Danmark på grund af de mod ham rejste anklager, blev hans len betragtet som "forbrudte", og han måtte i 1661 fraskrive sig ejendommen for at få sin frihed. I 1650 skænkede Frederik III denne ejendom tillige med Ibstrup (Jægersborg), Dronninggaard, Østrup og Ebbekjøb til sin hustru Sophie Amalie som morgengave. Efter krigen 1660, i hvilken det havde lidt meget, lod Sophie Amalie det istandsætte og udvide; det bestod da af to huse (det røde og det hvide hus), hvoraf det ene havde 5 blytækkede tårne. Hun beholdt det under sin enkestand under Christian V.
Efter dronning Sophie Amalies død i 1685 faldt Hørsholm tilbage til Christian V, som vist ikke har benyttet det til bolig, hvorimod hans yngste søn, Vilhelm, måske har boet der en Tid.
Frederik IV oprettede Hørsholm med underliggende sogne, Karlebo, Blovstrød og Birkerød, til livgeding for sin hustru Louise. Hun lod bygge en del driftsbygninger som den store kornlade i 1713, og opholdt sig der, når hun ikke kunne holde sin ægtefælles opførsel ud. Hun døde i 1721.
Efter hendes død overdrog kongen "Hirtzholm" til kronprinsen, den senere Christian VI, som den 7. august samme år blev gift med Sophie Magdalene af Brandenburg-Kulmbach og dermed indledes et nyt afsnit for Hørsholm eller, som det efterhånden i anden halvdel af 17. århundrede var blevet mode at kalde det, Hirschholm.

## Slottet bygges
Straks efter at han var blevet konge i 1730, skænkede Christian VI Hirschholm Slot til dronning Sophie Magdalene som livgeding. Dermed indledtes en ny fase i slottets historie. Dronningen besluttede, at det gamle slot skulle ombygges til en sømmelig sommerbolig for det enevældige kongepar. Indtil overtagelsen havde forholdene været beskedne, i virkeligheden var det et middelalderligt anlæg, hvor der kun var foretaget få moderniseringer. Nu besluttede dronningen sig for en total ombygning. Ingen af de bygninger, som var blevet opført, mens Christian VI havde været kronprins, blev bevarede. De blev alle revet ned. I stedet opførtes et nyt slot i europæisk senbarok - tidens byggemode - med hvide mure og sorte tage, stateligt, firfløjet med fremspringende hjørnebygninger, stejle, knækkede, såkaldte mansardtage og et fornemt indgangsparti med en lavere portfløj, kronet af et tårn og med to foranliggende "krumhuse", i grundplan med visse ligheder med det nye Christiansborg, som kongen på sammen tid lod opføre i København.
Slottet lå i en sø på den ene af to øer og var lagt, så aksen gik præcist midt igennem anlægget. Adgang skete ad en dæmning og i form af en allé således, at man kom kørende nordfra hen over vandet ind i slotsgården, hvor hovedbygningen lå tilbagetrukket mellem sidefløjene. Der var ingen vestibule eller forgemakker, hvilket var i overensstemmelse med tidens stil for sommerslotte; i stedet førte en fornem trappe direkte op til den store festsal. På den modsatte side af denne var en terrasse, hvorfra der var udsigt til svømmende haver.
Den store sal gik op gennem hovedbygningens etager. Rummet var hvælvet og havde et stort loftsmaleri, der viste jagtgudinden Diana siddende på en vogn forspændt med to hjorte, hvilke var en hentydning til slottets navn. Fra store, rundbuede vinduer i begge salens etager kunne lyset fra havesiden oplyse rummet med dets forgyldte stukarbejder, store portrætter af den kongelige familie og et stort springvand, der fyldte et kobberkar med "en angenem brusen". Langs væggene sprang vand fra forgyldte ørne ned i marmorkummer.
Da slottet var færdigt, havde det 250 værelser. Slottet var fornemt udstyret: "alle lister med massivt sølv overtrukne -- dørlåsene er af sølv -- brystpanelet -- på kinesisk måde udført, med sølv, perlemor, alle slags slebne krystaller og andre stene af adskillige farver besat." Sølv var kommet på mode efter forbillede fra Ludvig 14.s Versailles.
Værelserne var forsynede med kostbart udstyr anskaffet fra Frankrig af Joachim Wasserschlebe, J.H.E. Bernstorffs ven og medarbejder og tidens fortaler for alt fransk. Som noget nyt var der gardiner for vinduerne. At kongen og dronningen havde fælles sovegemak var et brud med tidens praksis.
Avlsbygninger og tjenerskabets boliger, "Domestikhuset" lå øst for slottet hinsides slotssøen. Bygningerne var opførte i to etager og lå ligesom slottet således, at de kunne spejle sig i slotssøen.
Slottets arkitekt og hovedansvarlig for byggeriet var hofbygmester Lauritz de Thurah, som i 1749 beskriver slottet således:
"Man må med billighed tilstå, at stedet intet har beholdt af sit gamle væsen, uden det blotte navn: thi alt det gamle er aldeles ud- og bortryddet; ja det som mere er, situationen selv og stedets natur er ved kunst således bleven forandret, at man ej kan mærke det mindste sport af det forrige -- med et ord, naturen har gjort det mindste, men kunsten det meste og største til dette fortræffelige steds skønhed."
Fuldt på højde med byggeriet var de tilhørende omgivelser. Anlægget, udført af Krieger, bestod af to øer, slotsholmen og Æbleholm, der blev omdannet til to rektangler med snorlige bredder, bortset fra to krumninger mod nord der var tilpassede slottets "krumhuse". Haven blev opdelt i geometriske felter, hvoraf den forreste del, kaldet parterret på selve slotsøen, var et såkaldt broderiparterre med kongeparrets og deres 6 børns navnetræk vist med blomster. En dæmning førte over til haveøen, der var inddelt i 6 busketter, hvori der var klippet "grønne rum" samt en labyrint og et hækteater, hvor det tilklippede løvværk skabte scenerum og kulisser. Fra denne ø var der forbindelse til fastlandet mod syd, hvor der indrettedes et halvcirkelformet amfiteater. I haven var der ifølge de Thurah "mange skønne springvand, en stor kaskade, som med overflødigt vand er forsynet, mange herlige billeder og vaser, tvende grotter, som midt i søen er anlagte -- alt, hvad der kan gøre en have lystig, smuk, angenem og fornøjelig."
Da slottet var færdigt, levede det fuldt op til enevældens idealer om fornem repræsentativitet. Til gengæld kunne det ikke mere opfylde kravet om landlig enkelthed, men under kongeparrets besøg i Norge i 1733 var man blevet betaget af landets byggeskik og lod et hold norske tømrere komme til Danmark og ved Hirschholm opføre en norsk bjælkehytte på en lille bakke (den måtte erstatte Norges fjeldlandskab) ved slotssøen, indvendig med de rå bjælker synlige, men uden på dog belagt med brædder og puds. På væggene hang billeder fra den kongelige rejse "over forskrækkelig høje klipper og bjerge, over farlige broer og til dels over vand."
Da hele anlægget var færdigt, ønskede dronningen at supplere det med en lille by med huse og mennesker, der kunne tilføre slottet liv og atmosfære. Hun fik Eigtved til at tegne en plan for byens gader og pladser, og kongen gav den nye by købstadsrettigheder. Byen skulle have haft 800 indbyggere men fik i dronningens levetid mindre end 80.
Ikke desto mindre må det siges, at slottet helt levede op til dronningens ambitioner, men det havde været meget dyrt. Næppe var hovedbygningen færdigbygget, førend fugtighed bredte sig i alle gemakker. Svamp bredte sig med lynets hastighed fra gulve til paneler og møbler. En undersøgelse viste, at det skyldtes, at bygningen var opført direkte på fugtig jordbund uden kældre. Man måtte bryde gulvene op, rykke panelerne af væggene og grave ud til kældre, hvor der nederst blev lagt et lag kul for at suge fugten. Festsalens marmorgulve måtte brydes op, og marmorfontænerne på væggene tages ned. Midt under dette reparationsarbejde besluttede dronningen at foretage en udvidelse af slottet: "Hendes Majestæt befandt den nye bygning alt for knap og snæver til det samtlige kongelige herskabs bekvemme og magelige indlogering", oplyser de Thurah. Resultatet af disse ekstraomkostninger var, at dronningens egen "chatolkasse" ikke slog til, så kongen bistod med midler fra "partikulærkassen", hvis indtægter især stammede fra Øresundstolden. Også kongens egne regnskaber var i rod.

## Landboreformernes pioner
Da Christian 6. døde i 1746, overtog dronning Sophie Magdalene slottet, hvor hun boede til sin død i 1770. På det Hirschholm Slot tilhørende gods gjorde Sophie Magdalene i årene fra 1759 til 1761 bønderne til arvefæstere, det vil sige i realiteten til selvejere med fri rådighed over deres gård så længe, de betalte den årlige afgift, og bøndernes hoveri og korntiende blev erstattede af en pengeafgift. Hun var dermed en af pionererne for de senere landboreformer i Danmark. Først nogle år senere fulgte andre dette eksempel: 1763-68 indførte Københavns magistrat arvefæste på byens gods Bidstrup ved Roskilde, i 1766 gav kongen fæstebønderne på krongodset vest for København arvefæsteskøder, 1765-1767 gennemførte J.H.E. Bernstorff afløsning af hoveriet, salg af gårdene til bønderne samt udskiftning af jorderne og udflytning af gårdene.
Joachim Junge, der var kritisk over for måden for gennemførelsen af reformerne, skrev næsten tyve år efter dronningens død:
"Ved en mageløs velgierning gav Dronning Sophia Magdalena paa den ældre Grev Stolbergs Raad og efter hans Indretning i Holsteen dette, som det kalder sig Dronningens Gods, Friehed og Eiendom, paa en Tid, da hele den danske agerdyrkende Verden bar Lænker; men hvad hjælper det, at man rækker den Syge et Sundhedsmiddel, naar man ikke tillige viser ham Maaden, paa hvilken han skal bruge det?"
Andre havde en anderledes positiv indstilling. Således fremhæves enkedronningen af Gregers Begtrup i hans værk om "Agerdyrkningens Tilstand i Danmark" fra 1803.
Baggrunden for reformerne var de dårlige tider for landbruget. Fæstegårdene under godset formåede ikke at skabe en overskudsgivende drift, og år efter år måtte enkedronningen notere et betydeligt underskud som følge af restancer i skatter og afgifter. For at forsøge at ophjælpe situationen, gennemførtes en række reformer, der var planlagt af dronningens overhofmester, grev Christian Günther zu Stolberg-Stolberg. Han var holstensk godsejer og havde et indgående kendskab til de resultatrige landboreformer, som var gennemført flere steder i Hertugdømmerne. Frem for at forsøge en omlægning af driften af hovedgården efter holstensk mønster, valgte man at afvikle godset på en rentabel måde. Som medvirkende årsag hertil må ses enkedronningens pietistiske livssyn, idet hun var oprigtigt bekymret over de moralske og åndelige følger af armoden hos bønderne. I 1759 frasolgtes hovedgårdens jord, og i 1761 fik fæstebønderne overdraget deres gårde til arvefæste mod en fast årlig afgift, lige som det meste af hoveriet blev afløst af afgifter.
Resultatet af reformerne var, at dronningen blev fritaget for en række tyngende forpligtelser og kunne nyde indtægten fra salget af hovedgårdsjorden, der blev overtaget af en række større ejendomme som Folehavegård, Eskemosegård og andre. De nybagte selvejerbønder viste sig i de første år i stand til at kunne betale deres afgifter og opfylde deres forpligtelser således, at amtsforvalteren allerede i 1761 kunne indberette:
"En herlig og god Afregning har jeg til dette Aars Udgang havt med Amtets Bønder..."
Reformerne fik tillige ros i de reformivrige kredse i hovedstaden, både på grund af deres betydning for Kronen og på grund af deres gavnlige indflydelse på bøndernes evne og vilje til at forbedre agerbruget. Det var først langt senere, i 1798, at Jonge fandt anledning til at kritisere reformerne, men da havde enkedronningen været død i næsten tyve år.
Til minde om overdragelsen til arvefæste til bønderne på Hørsholm Gods lod Sophie Magdalene i 1766 rejse en støtte, "Stolbergmonumentet". Senere, på hundredårsdagen, 16. september 1861, holdtes en stor fest på Hørsholm. Monumentet, som var forfaldent, blev fornyet i 1895, nøjagtigt som det ældre.

## Sommeren 1771
Efter dronning Sophie Magdalenes død i 1770 faldt slottet tilbage til Kronen, nu Christian VII. Der blev nu liv på slottet, idet det nye hof med Caroline Mathilde og Struensee i spidsen drog herind 6. september samme år; en stor del af Struensees kabinetsordrer blev udstedte herfra, og slottet var en tid skuepladsen for glimrende fester, men også for alvorligere begivenheder, som da dronningen fødte Louise Augusta 7. juli 1771, og da de norske matroser drog til Hørsholm 10. september samme år, medens hoffet, der var advaret, midlertidig var draget til Sophienberg. Den 30. november 1771 forlod hoffet slottet, og fra den dag stod det så at sige øde.

## Nedbrydelsen
Allerede Ove Høegh-Guldberg fremkom med forslag om slottets nedbrydelse, og vel blev der taget fat på dets istandsættelse lige efter 1772, men den standsede snart så godt som helt, og bygningen forfaldt. Militær indkvartering fremskyndede ødelæggelsen, og da istandsættelsen endelig ville blive for kostbar, mens nedrivelsen ville bringe fornødent materiale til Christiansborg Slot, blev hovedbygningen nedbrudt 1810–12. Derimod blev sidebygningerne ("Domestikhuset", stalde, lader med mere) stående.

## Hørsholm kirke
På tomten, der var omgiven af til dels udtørrede og tilgroede grave og nogle af de store prægtige linde- og kastaniealleer (søen blev udlagt til eng og planteskole, en del af slotshaven blev allerede i 1794 udlagt til planteskole), opførtes i 1822–23 Hørsholm Kirke, tegnet af arkitekt C.F. Hansen. Parken omkring kirken bærer stadig præg af symmetrien i slottets barokhave.